# Esturjão-chinês
Esturjão-chinês (nome científico: Aciper sinensis; em chinês: 中华鲟; em pinyin: Zhōnghuá xún) é um peixe membro da família Acipenseridae e da ordem Acipenseriformes.
Os pesquisadores acreditam que esse esturjão já existia na época dos dinossauros, há 140 milhões de anos. Por este motivo, ele é por vezes chamado de  “fóssil vivo”. Esse animal é rigorosamente protegido pelo governo chinês, que o classifica como “tesouro nacional”, da mesma forma que o seu congênere mamífero, o panda gigante.

## Características físicas
O esturjão é uma espécie de peixe comparativamente primitiva, tendo surgido no período Cretáceo. Os cientistas acreditam que ele seja uma espécie de transição entre peixes de esqueleto cartilaginoso e de esqueleto ósseo. Este peixe possui conjuntos múltiplos de ósteons.
Os esturjão-chinês tem um comprimento médio de 200 a 500 centímetros, e pesa de 200 a 500 quilogramas, o que faz desta espécie o terceiro maior esturjão, após o esturjão-branco e o esturjão-atlântico. A sua cabeça é afilada, e a boca está situada na parte inferior.

## Ciclo de vida
Os esturjões são peixes anádromos. O esturjão-chinês é considerado um peixe de água doce de grandes dimensões, embora passe parte do seu ciclo de vida no mar, como o salmão.
A espécie migra subindo os rios. Ela parte de áreas da costa oriental da China e migra de volta para os rios para a reprodução, assim que atinge a maturidade sexual. O esturjão-chinês é a espécie de esturjão que realiza a migração mais longa, subindo o Rio Yangtzé por uma extensão de mais de 3.500 quilômetros. A espécie possui uma capacidade reprodutiva limitada; só reproduzindo-se três ou quatro vezes durante o seu ciclo de vida. As fêmeas trazem dentro de si mais de um milhão de ovos, que são expelidos quando maduros para que passem por fertilização externa. O índice de sobrevivência até a eclosão dos ovos é estimado em menos de 1%.

## Habitat
O esturjão-chinês é uma espécie ameaçada na sua nativa China. Ele encontra-se disperso pelos principais afluentes do Rio Yangtzé e pelas regiões costeiras do Rio Qiantang, Rio Minjiang e Rio das Pérolas. O esturjão-chinês jovem alimenta-se da maioria dos animais aquáticos, enquanto que os adultos comem insetos aquáticos, larvas, diatomáceas e substâncias húmicas.
Segundo estimativas de especialistas, na década de setenta havia 2.000 esturjões-chineses se reproduzindo no Rio Yangtzé a cada ano. Agora este número está reduzido a apenas centenas devido às ameaças ao seu habitat, como a poluição e outras ações humanas. A rota migratória dos peixes adultos rumo a zonas tradicionais de reprodução, como o Rio Jinsha, acima do Rio Yangtzé, foi bloqueada com a construção da barragem da usina hidroelétrica de Gezhouba, no início da década de oitenta.
O esturjão é também altamente sensível ao nível crescente de ruídos no rio, provocado pelo tráfego de embarcações, e é também vulnerável às hélices dos barcos, que lhes provocam ferimentos ou a morte.

## Proteção e pesquisa
As características primitivas do esturjão-chinês fazem com que a espécie seja de grande interesse acadêmico nas áreas de taxonomia e biologia. Por esse motivo, a China vem estudando maneiras de reproduzir e preservar esta espécie ameaçada, que, desde a década de setenta, é classificada de “Animal Protegido de Classe Um da China”.
Construído em 1982, o Museu do Esturjão-chinês faz parte da Instituição do Esturjão-chinês da China, que está utilizando técnicas de reprodução artificiais para tentar preservar esta espécie ameaçada.

## Programa de repopulação
O Instituto de Pesquisa da Pesca do Rio Yangtzé da Academia Chinesa de Ciências da Pesca, em Jingzhou, é uma das agências encarregadas de reproduzir o esturjão-chinês em cativeiro para restaurar a população dos rios antes que a espécie desapareça.
As autoridades alegam que tiveram algum sucesso com a indução artificial da desova. Em 29 de abril de 2005, para marcar o 20º aniversário do início dos esforços da China no sentido de proteger a espécie, mais de 10 mil alevinos, 200 indivíduos jovens e dois adultos foram introduzidos no Rio Yangtzé e no Rio Yichang. No decorrer do projeto, cinco milhões de peixes nascidos em cativeiro foram soltos no ambiente natural. No entanto, em 2007, 14 esturjões jovens puderam ser monitorados perto da foz do Rio Yangtzé, contra 600 no ano anterior, o que gerou o temor de que a batalha pela conservação da espécie esteja sendo perdida no Rio Yangtzé, um curso d'água poluído e com grande densidade populacional nas suas margens.
Para comemorar as Olimpíadas da China, o governo presenteou Hong Kong com cinco esturjões, simbolizando os cinco anéis olímpicos. Os peixes passaram a ser exibidos no Ocean Park Hong Kong em 20 de junho de 2008. Todavia, um dos peixes morreu em janeiro de 2009, devido a causas desconhecidas.